# Леонтьев, Сергей Михайлович (актёр)
Серге́й Миха́йлович Лео́нтьев (род. 10 ноября 1939) — советский и российский актёр и режиссёр; Народный артист РСФСР (1987). Лауреат премии «Золотая маска» (2023).

## Биография
Родился в «артистической» семье.
В 1962 году окончил Высшее театральное училище имени Б. В. Щукина, после чего переехал в Рязань. Участвовал в театральных труппах Рязани, Мурманска, Пензы; с 1972 года работает в Рязанском театре драмы.
С. М. Леонтьев стал режиссёром нескольких десятков театральных постановок (кроме актёрского, он
окончил и режиссёрский факультет Щукинского училища).
В 1981—1991 годах избирался председателем Рязанского отделения СТД.
Преподавал в Московском государственном университете культуры (Рязанский филиал) и Ярославском театральном институте.
С 2003 года — ведущий диктор проекта «ЛиТерра».

## Роли в театре
- Борис Годунов («Царь Федор Иоаннович»)
- Доктор («Маскарад»)
- Колупанов («Божьи одуванчики»)
- Курпатов («Заложники любви»)
- Мальволио («Двенадцатая ночь»)
- Мистер Латимер («Причуды старого замка»)
- Оргон («Тартюф»)
- Профессор Гаррон («Будьте здоровы!..»)
- Телегин («Дядя Ваня»)
- Управляющий («Он, она и…»)